# Olympische Sommerspiele 1924/Segeln

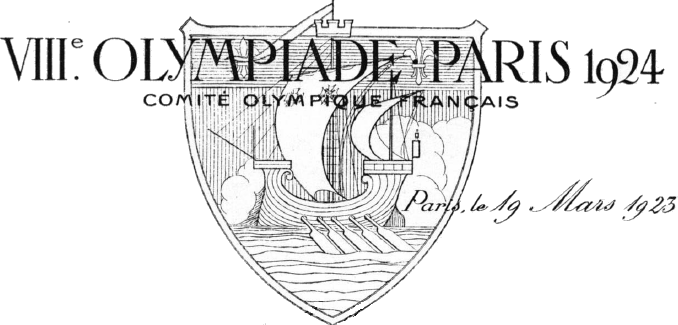
Briefkopf der VIII. Olympischen Sommerspiele in Paris 1924

Bei den VIII. Olympischen Sommerspielen 1924 in Paris fanden drei Wettkämpfe im Segeln statt.
Die Regatten wurden jeweils mit Vorrunde und Finale ausgetragen. Im Finale wurden die Platzierungen der beiden Regatten für das Gesamtergebnis addiert, bei Punktegleichheit entschied die bessere Zeit.

## Bilanz

### Medaillenspiegel
| Platz | Land           | Gold | Silber | Bronze | Gesamt |
| ----- | -------------- | ---- | ------ | ------ | ------ |
| 01    | Norwegen       | 2    | 1      | —      | 3      |
| 02    | Belgien        | 1    | —      | —      | 1      |
| 03    | Dänemark       | —    | 1      | —      | 1      |
| 03    | Großbritannien | —    | 1      | —      | 1      |
| 05    | Frankreich     | —    | —      | 1      | 1      |
| 05    | Finnland       | —    | —      | 1      | 1      |
| 05    | Niederlande    | —    | —      | 1      | 1      |

### Medaillengewinner
| Disziplin      | Gold                                                                                  | Silber                                                                          | Bronze                                                                                          |
| -------------- | ------------------------------------------------------------------------------------- | ------------------------------------------------------------------------------- | ----------------------------------------------------------------------------------------------- |
| Monotyp 1924   | Léon Huybrechts                                                                       | Henrik Robert                                                                   | Hans Dittmar                                                                                    |
| 6-Meter-Klasse | Norwegen Christopher Dahl Eugen Lunde Anders Lundgren                                 | Dänemark Knud Degn Christian Nielsen Vilhelm Vett                               | Niederlande Joop Carp Anthonij Guépin Jan Vreede                                                |
| 8-Meter-Klasse | Norwegen Rick Bockelie Harald Hagen Ingar Nielsen Carl Ringvold jr. Carl Ringvold sr. | Großbritannien Gordon Fowler Edwin Jacob Thomas Riggs Walter Riggs Ernest Roney | Frankreich Louis Charles Breguet Pierre Gauthier Robert Girardet André Guerrier Georges Mollard |

## Ergebnisse

### Monotyp 1924
| Platz | Athlet          | Land | Punkte |
| ----- | --------------- | ---- | ------ |
| 1     | Léon Huybrechts | BEL  | 2      |
| 2     | Henrik Robert   | NOR  | 7      |
| 3     | Hans Dittmar    | FIN  | 8      |
| 4     | Santiago Amat   | ESP  | 8      |
| 5     | Johan Hin       | NED  | 10     |
| 6     | Clarence Hammar | SWE  | 11     |

Die Regatten fanden vom 10. bis zum 13. Juli auf der Seine zwischen Meulan und Les Mureaux statt.

### 6-Meter-Klasse
| Platz | Athlet                                                   | Land | Punkte |
| ----- | -------------------------------------------------------- | ---- | ------ |
| 1     | Elisabeth V Christopher Dahl Eugen Lunde Anders Lundgren | NOR  | 2      |
| 2     | Knud Degn Christian Nielsen Vilhelm Vett                 | DEN  | 5      |
| 3     | Joop Carp Anthonij Guépin Jan Vreede                     | NED  | 5      |
| 4     | Nils Rinman Magnus Hellström Olle Rinman                 | SWE  | 12     |
| 5     | Léon Huybrechts John Klotz Léopold Standaert             | BEL  | 16     |
| 5     | Edmond Moussié Georges Herpin Henri Louit                | FRA  | 16     |

Die Regatten fanden vom 21. bis zum 26. Juli vor Le Havre statt.

### 8-Meter-Klasse
| Platz | Athlet                                                                                      | Land | Punkte |
| ----- | ------------------------------------------------------------------------------------------- | ---- | ------ |
| 1     | Béra Rick Bockelie Harald Hagen Ingar Nielsen Carl Ringvold jr. Carl Ringvold sr. (Skipper) | NOR  | 2      |
| 2     | Emily Gordon Fowler Edwin Jacob Thomas Riggs Walter Riggs Ernest Roney                      | GBR  | 5      |
| 3     | Louis Charles Breguet Pierre Gauthier Robert Girardet André Guerrier Georges Mollard        | FRA  | 5      |
| 4     | Fernand Carlier Maurice Passelecq Emmanuel Pauwels Paul Van Halteren Victor Vandersleyen    | BEL  | 8      |
| 5     | Juan Carlos Milberg Rolando Aguirre César Gérico Bernardo Milhas Mario Uriburu              | ARG  |        |

Die Regatten fanden vom 21. bis zum 26. Juli vor Le Havre statt.